# عشق به سراغ اندی هاردی می‌رود
عشق به سراغ اندی هاردی می‌رود (به انگلیسی: Love Finds Andy Hardy) فیلمی ۹۱ دقیقه‌ای به کارگردانی جورج بی. سایتز با بازی میکی رونی و دوروتی فورد است.